# Oxythemis phoenicosceles
Oxythemis phoenicosceles – gatunek ważki z rodziny ważkowatych (Libellulidae); jedyny przedstawiciel rodzaju Oxythemis. Występuje w Afryce Subsaharyjskiej – od Gambii po Ugandę na wschodzie oraz północną Angolę na południu.